# Soubry (entreprise)
Soubry est une entreprise agroalimentaire belge fondée en 1921 par Joseph Soubry. Elle est connue pour sa production de pâtes dont elle est leader du marché belge. Son siège se situe à Roulers.

## Histoire

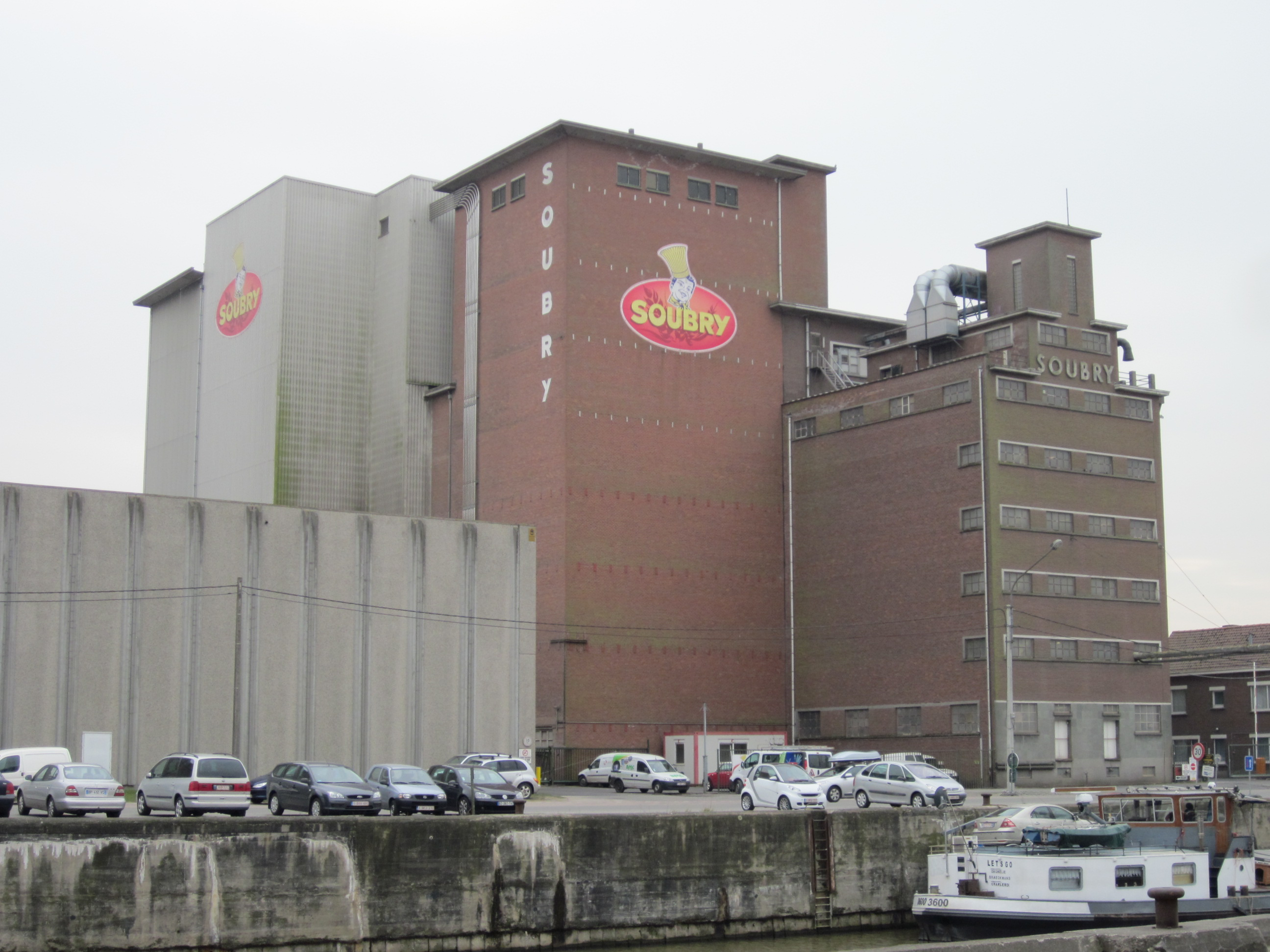
Usine Soubry à Roulers

Avant la Première Guerre mondiale, l'usine de Joseph Soubry produisait de la chicorée et de l'huile de lin. Après la guerre, son usine ayant été totalement détruite, il se lance en 1921 dans un premier temps dans la production de vermicelles puis de pâtes alimentaires dans un second temps, décision prise due à la saturation du marché belge des vermicelles,,. Dans les années 1930, l'entreprise se développe et réalise différents investissements comme la construction de sa propre semoulerie, investissements qui se poursuivent après la Seconde Guerre mondiale avec la mise en place d'une ligne de production de pâtes alimentaires suivie quelques années plus tard par la construction de son propre moulin à farine. Par la suite, l'entreprise continue à se diversifier en produisant des biscottes, des nouilles et des pâtes à cuisson instantanée entre autres. En 2001, l'entreprise compte alors 350 employés, réalise un chiffre d'affaires de 2,8 milliards de francs belges, dont plus de la moitié est due à l'exportation, et à la suite de la faillite d'Anco, Soubry est devenue leader du marché des pâtes alimentaires en Belgique.
En 2002, Soubry rachète l'entreprise agroalimentaire Filadelfia alors basée à Arlon dont elle met fin aux acitivités en 2005 pour raisons économiques,.
En 2018, l'entreprise réalise un chiffre d'affaires de 130 millions d'euros, emploie 400 personnes et est alors toujours leader du marché belge,.